# Ли Теин
Ли Теи́н (кит. 李铁映; род. 18 сентября 1936 года) — китайский политический деятель, член Политбюро ЦК КПК с 1987 по 2002 год.
В 2003—2008 годах 2-й зампред ПК ВСНП.
В 1998—2003 годах президент Академии общественных наук КНР.
В 1988—1998 гг. член Госсовета КНР. В 1993—1998 годах министр по реструктуризации экономики (также в 1987—1988), в 1988—1993 годах пред. Госкомитета по образованию, в 1985—1988 годах министр электронной промышленности.
Возглавляя государственный Комитет по экономической реструктуризации КНР (англ. State Commission for Economic Restructuring) принимал решения в рамках «политики реформ и открытости».
Член КПК с 1955 года, кандидат в члены и затем член ЦК КПК 12 созыва, член Политбюро ЦК КПК 13—15 созывов.

## Биография
Родился на территории контролируемого китайскими коммунистами Шэньси-Ганьсу-Нинсяского советского района.
В 1950—1955 годах проходил обучение в средней школе № 2 при Пекинском педагогическом университете, Школа подготовки русистов в Пекине. В апреле 1955 года вступил в Коммунистическую партию Китая.
С 1955 по 1961 год изучал физику на факультете физики в Чехословакии, в сентябре 1961 года вернулся в Китай, работал инженером.
В 1961—1966 годах занимал должность заместителя директора отдела № 13 Исследовательского института Национальной обороны КНР. В 1964—1965 годах изучал японский язык в Шанхайском институте иностранных языков.
В 1966—1970 годах занимал должность заместителя директора Четвёртого исследовательского института машиностроения № 1413. В 1970—1978 годах — начальник отдела Исследовательского института министерства машиностроения № 1424. В 1978—1981 годах работал ведущим инженером, заместителем директора Исследовательского института министерства машиностроения № 1447, одновременно с этим занимал посты заместителя председателя Комиссии по науке и технике города Шэньяна и Ассоциации науки и техники провинции Ляонин.
В 1983—1984 годах — секретарь, исполнительный секретарь Комитета КПК города Шэньян. В 1984—1985 — секретарь Провинциального Комитета КПК провинции Ляонин, а также секретарь КПК округа Хайчэн провинции Ляонин.
В 1985—1988 годах министр электронной промышленности и глава парткома министерства, в 1987—1988 гг. министр по реструктуризации экономики и глава парткома министерства.
В 1988—1998 гг. член Госсовета КНР.
В 1988—1993 годах пред. Госкомитета по образованию и глава парткома Госкомитета. В 1993—1998 годах вновь министр по реструктуризации экономики.
В 1998—2003 годах президент и парторг Академии общественных наук КНР.
В 1997—2002 годах также заместитель руководителя новосозданной комиссии по вопросам духовной культуры при ЦК КПК Дин Гуаньгэня (15 созыва).
В 2003—2008 годах заместитель председателя Постоянного комитета Всекитайского собрания народных представителей (ПК ВСНП) 10-го созыва, второй по перечислению.
Автор монографий.

## Труды
- Enrich Series on China’s Economic Reform[5][6][7]
- Том 1. Reforming China: Theoretical Framework[8][9]
- Том 2. Reforming China: Experiences and Lessons[10][11]
- Том 3. Reforming China: Major Events (1978—1991)[12][13]
- Том 4. Reforming China: Major Events (1992—2004)[14][15]
- Том 5. Reforming China: International Comparisons and Reference[16][17]